# Биберштейния
Биберштейния (лат. Biebersteinia) — род цветковых растений порядка сапиндоцветные. Ранее помещался в семейство Гераниевые (Geraniaceae), но в результате филогенетических исследований был выделен в монотипное семейство Биберштейниевые.
Род назван в честь Фёдора Кондратьевича Биберштейна (нем. Friedrich August Freiherr Marschall von Bieberstein, 1768—1826) — российско-немецкого ботаника и зоолога; путешественник, исследователь флоры Крыма и Кавказа; основоположника шелководства в России.
Виды рода — многолетние травянистые растения, произрастающие на Кавказе, в Сибири, в Восточной Азии. Имеют корневища или клубни.

## Виды
Известно пять общепризнанных видов:
- Biebersteinia emodii Jaub. & Spach
- Biebersteinia heterostemon Maxim.
- Biebersteinia multifida DC.
- [syn.  Biebersteinia ambigua Jaub. & Spach]
- [syn.  Biebersteinia aucheri Jaub. & Spach]
- [syn.  Biebersteinia brachypetala Jaub. & Spach]
- [syn.  Biebersteinia leiosepala Jaub. & Spach]
- [syn.  Biebersteinia rucheri Walp.]
- Biebersteinia odora Stephan ex Fisch. typus[1]
- Biebersteinia orphanidis Boiss.